# Podporucznik Służby Więziennej
Podporucznik Służby Więziennej (ppor. SW) – stopień w Służbie Więziennej, odpowiednik stopnia podporucznika w Siłach Zbrojnych RP.
Wzory dystynkcji podporucznika SW zostały określone w rozporządzeniu ministra sprawiedliwości z dnia 7 lutego 2011 w sprawie umundurowania funkcjonariuszy Służby Więziennej.